# Cacciatori-raccoglitori orientali
I cacciatori-raccoglitori orientali  (EHG dall'inglese Eastern hunter-gatherer) erano popolazioni di cacciatori-raccoglitori, il cui sistema di alimentazione ed economico si basava sulla caccia, pesca e sulla raccolta, che abitavano l' Europa orientale intorno a 14 000 anni dal presente, nel paleolitico finale, identificati in archeogenetica sulla base di una comune e specifica origine genetica.

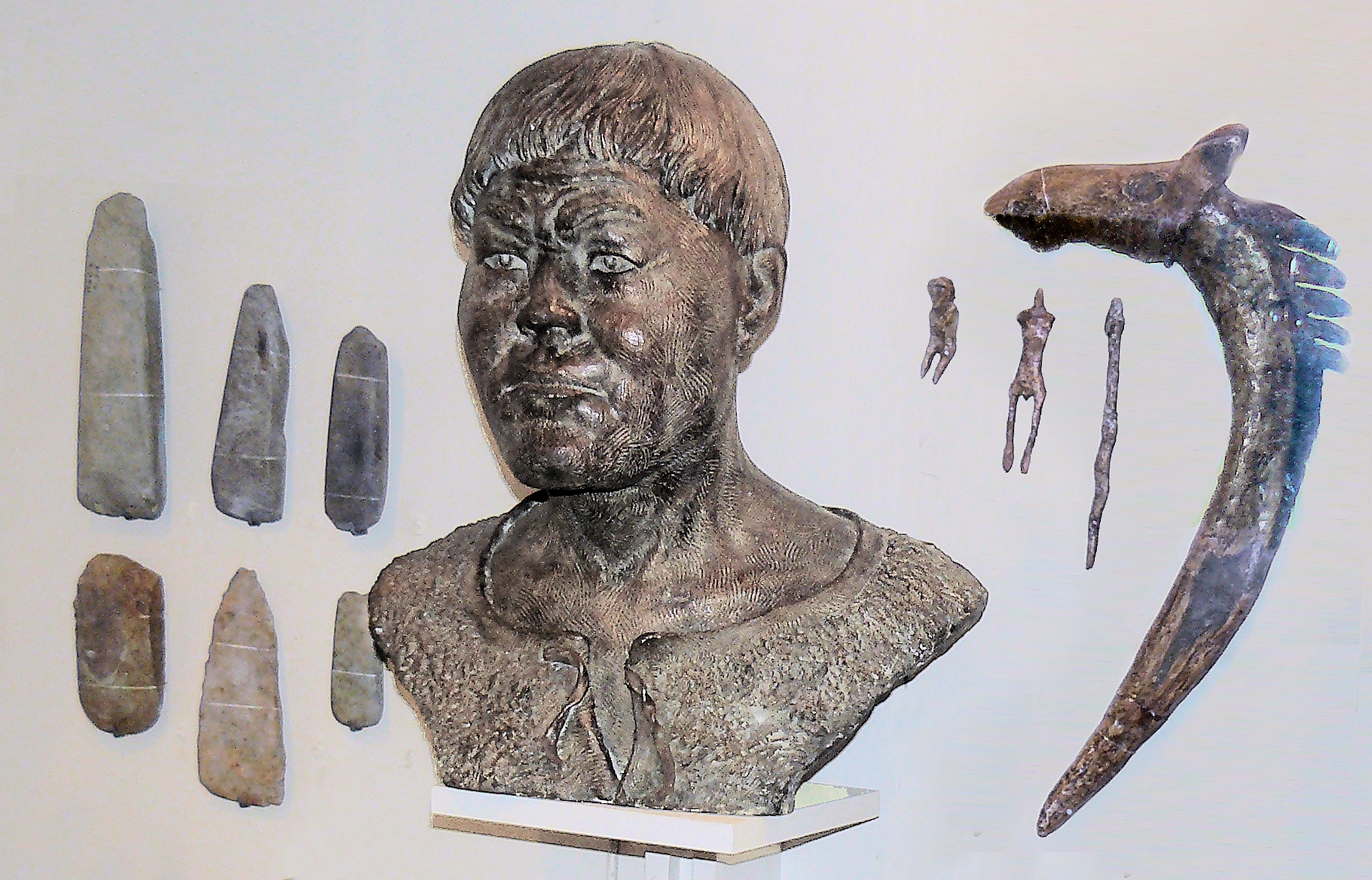
Ricostruzione facciale di un cacciatore-raccoglitore orientale dal lago Onega in Carelia

## Descrizione
Durante il mesolitico, gli EHG abitavano un'area che si estendeva dal mar Baltico agli Urali e verso il sud fino alla steppa pontico-caspica.
Insieme ai cacciatori-raccoglitori scandinavi (SHG - dall'inglese Scandinavian hunter-gatherer) e ai cacciatori-raccoglitori occidentali (WHG -  dall'inglese Western hunter-gatherer), gli EHG costituivano uno dei tre principali gruppi genetici nel periodo postglaciale dell'Europa dell'inizio dell'olocene. Il confine tra WHG e EHG correva all'incirca dal basso Danubio, verso nord lungo le foreste occidentali del Dnepr, in direzione del mar Baltico occidentale; in effetti si registra un fenomeno detto Grande Barriera (Great Divide in inglese ) ad indicare una separazione genetica che corre dal mar Baltico al mar Nero, come se per migliaia di anni non ci sia stata più alcuna mescolanza tra i WHG e gli EHG.

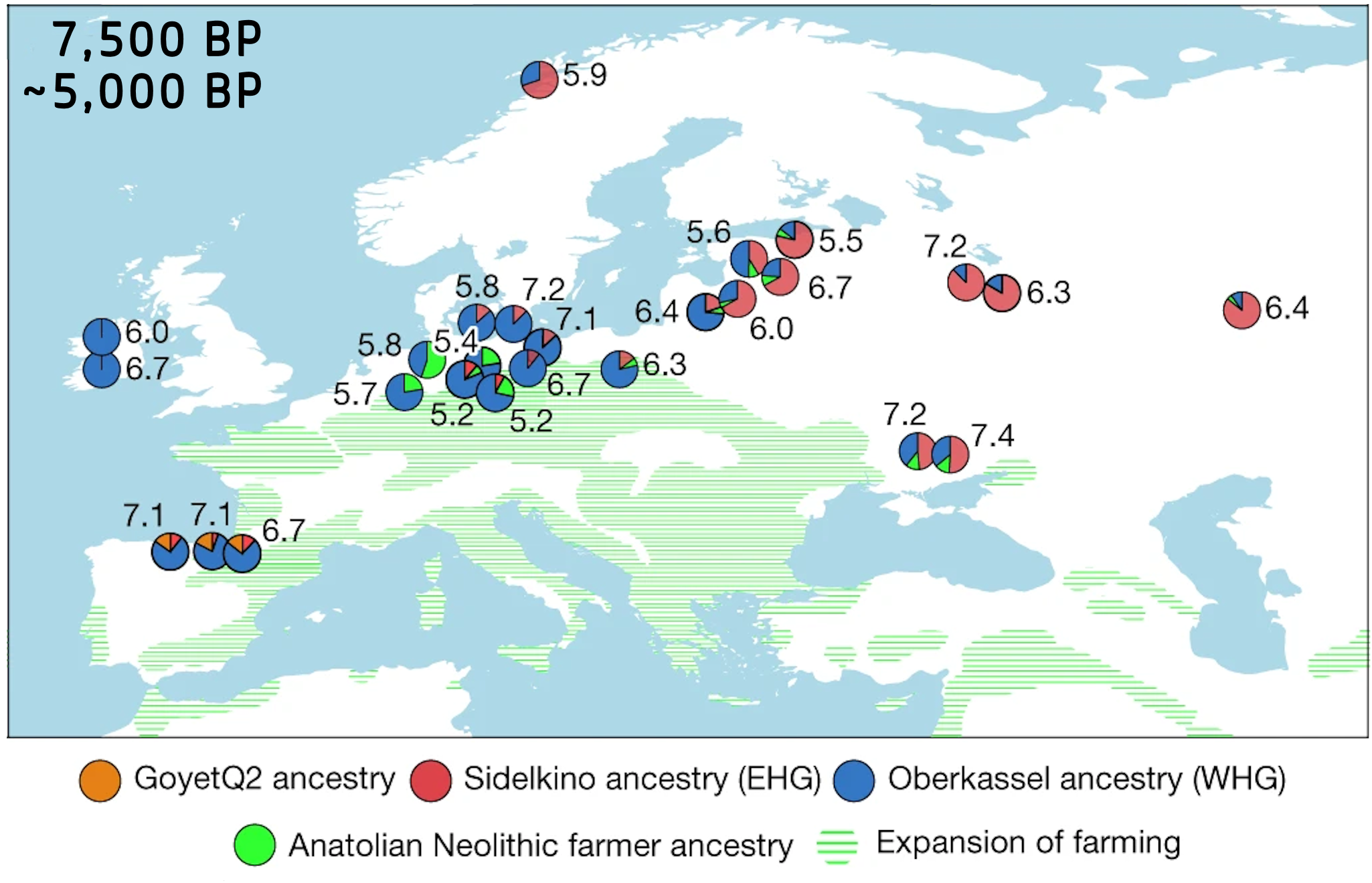
Eredità genetica residua dei cacciatori-raccoglitori europei durante il Neolitico europeo (5.500~3.000 a.C. circa). EHG in rosso

Per un primo studio del 2018, gli EHG discendevano per circa il 9% dagli antichi eurasiatici settentrionali (ANE - dall'inglese Ancient North Eurasians) e per il 91% da un gruppo più strettamente correlato ma distinto dai WHG, ma per un successivo approfondimento del 2023, discendevano al 70% dagli ANE e al 30% dai WHG; la mescolanza con gli ANE si deve collocare in un periodo compreso tra 15 000 e 13 000 anni dal presente.
Contrariamente a quanto accadde per i WHG, tra i quali si sono registrati cambiamenti nella discendenza genetica su vasta scala, tra i cacciatori-raccoglitori orientali, si osserva una forte stabilità genetica, durata almeno fino a 4 000 anni dal presente.
Durante il neolitico e il primo eneolitico, gli EHG nella steppa pontico-caspica furono portatori della cultura di Jamna, dopo una certa mescolanza con i cacciatori-raccoglitori caucasici (CHG); il gruppo genetico che si formò in seguito a questa commistione è noto come pastori delle steppe occidentali (WSH - dall'inglese Western Steppe Herder); per l'ipotesi prevalente, le popolazioni strettamente imparentate con le genti della cultura Jamna, sarebbero da identificare con quelle che intrapresero una massiccia migrazione da est verso ovest, che portatò alla diffusione delle lingue indoeuropee in gran parte dell'Eurasia.
Lo studio del 2023 ha anche fornito indicazioni fenotipiche sui DNA analizzati, trovando, ad esempio, che mentre tra gli EHG era probabile trovare individui con la pelle chiara e raro quelli con occhi chiari, tra i WHG era più probabile trovare individui con gli occhi chiari e meno quelli con pelle chiara.

### Libri
- David Anthony, Archaeology, Genetics, and Language in the Steppes: A Comment on Bomhard, in Journal of Indo-European Studies, Spring–Summer 2019. URL consultato il 9 gennaio 2020.
- David W. Anthony, Ancient DNA, Mating Networks, and the Anatolian Split, in Serangeli e Thomas Olander (a cura di), Dispersals and Diversification: Linguistic and Archaeological Perspectives on the Early Stages of Indo-European, BRILL, 2019,  pp. 21-54, ISBN 978-9004416192.

### Riviste
- (EN) Wolfgang Haak, Iosif Lazaridis, Nick Patterson, Nadin Rohland, Swapan Mallick, Bastien Llamas, Guido Brandt, Susanne Nordenfelt, Eadaoin Harney, Kristin Stewardson, Qiaomei Fu, Alissa Mittnik, Eszter Bánffy, Christos Economou, Michael Francken, Susanne Friederich, Rafael Garrido Pena, Fredrik Hallgren, Valery Khartanovich, Aleksandr Khokhlov, Michael Kunst, Pavel Kuznetsov, Harald Meller, Oleg Mochalov, Vayacheslav Moiseyev, Nicole Nicklisch, Sandra L Pichler, Roberto Risch, Manuel A Rojo Guerra, Christina Roth, Anna Szécsényi-Nagy, Joachim Wahl, Matthias Meyer, Johannes Krause, Dorcas Brown, David Anthony, Alan Cooper, Kurt Werner Alt e David Reich, Massive migration from the steppe was a source for Indo-European languages in Europe, in Nature, 2015, DOI:10.1038/nature14317. URL consultato il 16 agosto 2025.
- (EN) Posth C, Yu H, Ghalichi A, Rougier H, Crevecoeur I, Huang Y, Ringbauer H, Rohrlach AB, Nägele K, Villalba-Mouco V, Radzeviciute R, Ferraz T, Stoessel A, Tukhbatova R, Drucker DG, Lari M, Modi A, Vai S, Saupe T, Scheib CL, Catalano G, Pagani L, Talamo S, Fewlass H, Klaric L, Morala A, Rué M, Madelaine S, Crépin L, Caverne JB, Bocaege E, Ricci S, Boschin F, Bayle P, Maureille B, Le Brun-Ricalens F, Bordes JG, Oxilia G, Bortolini E, Bignon-Lau O, Debout G, Orliac M, Zazzo A, Sparacello V, Starnini E, Sineo L, van der Plicht J, Pecqueur L, Merceron G, Garcia G, Leuvrey JM, Garcia CB, Gómez-Olivencia A, Połtowicz-Bobak M, Bobak D, Le Luyer M, Storm P, Hoffmann C, Kabaciński J, Filimonova T, Shnaider S, Berezina N, González-Rabanal B, González Morales MR, Marín-Arroyo AB, López B, Alonso-Llamazares C, Ronchitelli A, Polet C, Jadin I, Cauwe N, Soler J, Coromina N, Rufí I, Cottiaux R, Clark G, Straus LG, Julien MA, Renhart S, Talaa D, Benazzi S, Romandini M, Amkreutz L, Bocherens H, Wißing C, Villotte S, de Pablo JF, Gómez-Puche M, Esquembre-Bebia MA, Bodu P, Smits L, Souffi B, Jankauskas R, Kozakaitė J, Cupillard C, Benthien H, Wehrberger K, Schmitz RW, Feine SC, Schüler T, Thevenet C, Grigorescu D, Lüth F, Kotula A, Piezonka H, Schopper F, Svoboda J, Sázelová S, Chizhevsky A, Khokhlov A, Conard NJ, Valentin F, Harvati K, Semal P, Jungklaus B, Suvorov A, Schulting R, Moiseyev V, Mannermaa K, Buzhilova A, Terberger T, Caramelli D, Altena E, Haak W e Krause J., Palaeogenomics of Upper Palaeolithic to Neolithic European hunter-gatherers, in Nature, vol. 615, 2023,  pp. 117-126, DOI:10.1038/s41586-023-05726-0. URL consultato il 22 giugno 2025.
- (EN) Allentoft ME, Sikora M, Refoyo-Martínez A, Irving-Pease EK, Fischer A, Barrie W, Ingason A, Stenderup J, Sjögren KG, Pearson A, Sousa da Mota B, Schulz Paulsson B, Halgren A, Macleod R, Jørkov MLS, Demeter F, Sørensen L, Nielsen PO, Henriksen RA, Vimala T, McColl H, Margaryan A, Ilardo M, Vaughn A, Fischer Mortensen M, Nielsen AB, Ulfeldt Hede M, Johannsen NN, Rasmussen P, Vinner L, Renaud G, Stern A, Jensen TZT, Scorrano G, Schroeder H, Lysdahl P, Ramsøe AD, Skorobogatov A, Schork AJ, Rosengren A, Ruter A, Outram A, Timoshenko AA, Buzhilova A, Coppa A, Zubova A, Silva AM, Hansen AJ, Gromov A, Logvin A, Gotfredsen AB, Henning Nielsen B, González-Rabanal B, Lalueza-Fox C, McKenzie CJ, Gaunitz C, Blasco C, Liesau C, Martinez-Labarga C, Pozdnyakov DV, Cuenca-Solana D, Lordkipanidze DO, En'shin D, Salazar-García DC, Price TD, Borić D, Kostyleva E, Veselovskaya EV, Usmanova ER, Cappellini E, Brinch Petersen E, Kannegaard E, Radina F, Eylem Yediay F, Duday H, Gutiérrez-Zugasti I, Merts I, Potekhina I, Shevnina I, Altinkaya I, Guilaine J, Hansen J, Aura Tortosa JE, Zilhão J, Vega J, Buck Pedersen K, Tunia K, Zhao L, Mylnikova LN, Larsson L, Metz L, Yepiskoposyan L, Pedersen L, Sarti L, Orlando L, Slimak L, Klassen L, Blank M, González-Morales M, Silvestrini M, Vretemark M, Nesterova MS, Rykun M, Rolfo MF, Szmyt M, Przybyła M, Calattini M, Sablin M, Dobisíková M, Meldgaard M, Johansen M, Berezina N, Card N, Saveliev NA, Poshekhonova O, Rickards O, Lozovskaya OV, Gábor O, Uldum OC, Aurino P, Kosintsev P, Courtaud P, Ríos P, Mortensen P, Lotz P, Persson P, Bangsgaard P, de Barros Damgaard P, Vang Petersen P, Martinez PP, Włodarczak P, Smolyaninov RV, Maring R, Menduiña R, Badalyan R, Iversen R, Turin R, Vasilyev S, Wåhlin S, Borutskaya S, Skochina S, Sørensen SA, Andersen SH, Jørgensen T, Serikov YB, Molodin VI, Smrcka V, Merts V, Appadurai V, Moiseyev V, Magnusson Y, Kjær KH, Lynnerup N, Lawson DJ, Sudmant PH, Rasmussen S, Korneliussen TS, Durbin R, Nielsen R, Delaneau O, Werge T, Racimo F, Kristiansen K e Willerslev E., Population genomics of post-glacial western Eurasia, in Nature, vol. 625, 2024,  pp. 301-311, DOI:10.1038/s41586-023-06865-0. URL consultato il 14 agosto 2025.